# Jill Stein
Jill Ellen Stein (Chicago, Illinois, 14 mei 1950) is een Amerikaans arts, activist en politica. Ze is een prominent lid van de Green Party, was de genomineerde voor diezelfde partij tijdens de Amerikaanse presidentsverkiezingen 2012 en werd opnieuw genomineerd als partijkandidaat in 2016 en 2024. Stein stelde zich tweemaal verkiesbaar als gouverneur van Massachusetts, in 2002 en 2010.

## Biografie
Jill Stein is geboren in Chicago en is opgegroeid in Highland Park te Illinois. Ze is van Joodse afkomst. Haar ouders, Gladys en Joseph Stein, zijn beiden afkomstig uit Russisch-Joodse families.
Stein is getrouwd met Richard Roherer, die ook arts is. Ze wonen in Lexington te Massachusetts. Stein heeft twee volwassen zoons. Ze beschouwt zichzelf als agnost.
In 1973 studeerde Stein magna cum laude af aan de Harvard-universiteit. Ze studeerde er psychologie, sociologie en antropologie. Daarna begon ze aan een studie aan de Harvard Medical School waar ze afstudeerde in 1979. Ze heeft gedurende 25 jaar interne geneeskunde beoefend. Ze was ook onderwijzer in de geneeskunde aan de Harvard Medical School. Stein stopte met het beoefenen en onderwijzen van geneeskunde in respectievelijk 2005 en 2006.

## Carrière

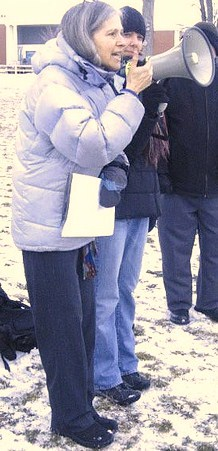
Jill Stein als activist

In de hoedanigheid als arts werd Stein in groeiende mate bezorgd over de connectie tussen de gezondheid van mensen en de kwaliteit van hun plaatselijke omgeving. Met die gedachte in het achterhoofd verlegt Stein in 1998 de focus naar activisme, waar ze protesteert tegen de Filthy Five, steenkoolmijnen in Massachusetts. In 2003 wordt Stein medeoprichter en executive director van de "Massachusetts Coalition for Healthy Communities", een non-profitorganisatie die zich richt op zaken die belangrijk zijn voor de gezondheid en het welzijn van de gemeenschap in Massachusett. Stein heeft ook een recyclingcommissie opgericht in haar thuisstad Lexington, genaamd "the Lexington Solid Waste Action Team". Deze commissie werd vermeld in het boek Approaches to Sustainable Development: The Public University in the Regional Economy. In 2008 hielp ze bij het opstellen van het succesvolle "Secure Green Future"-document dat wetgevers opriep hun inspanningen te verhogen in de overschakeling van de economie van Massachusetts naar duurzame energie, en om van de ontwikkeling van groene jobs een prioriteit te maken.
Als arts en onderzoeker heeft Stein een significante hoeveelheid aan materiaal en onderwijsplannen geproduceerd. Zo was ze in 2000 medeauteur van het wetenschappelijke onderzoeksrapport "In Harm's Way: Toxic Threats to Child Development". Negen jaar later, in 2009, was Stein medeauteur van het rapport "Environmental Threats to Healthy Aging". Deze rapporten worden vaak geciteerd en zijn verscheidene keren vertaald. In datzelfde jaar ontwikkelde Stein, gesteund door Universiteit van Boston, een onderwijsplan genaamd "Healthy People, Healthy Planet".
Aanvankelijk maakte Stein deel uit van de Democraten. In 1998 ondersteunde ze een campagne die de "Clean Elections Law" in Massachusetts diende te ondersteunen. Hierbij wordt de financiering van campagnes hervormd, waarbij onder meer een grotere transparantie bewerkstelligd wordt in wie campagnes van partijen financiert. Deze wet werd later teruggedraaid tijdens een Democratische legislatuur. Hierdoor verliet Stein de Democratische partij en sloot ze zich aan bij de Green Party.

## Kandidaat voor presidentschap

### Presidentsverkiezingen 2012
In 2012 behaalde Stein 469.015 stemmen (0,36% van het totaal aantal stemmen), hetgeen op dat moment voldoende was om de meest succesvolle vrouwelijke presidentskandidaat ooit te worden. Ze behaalde minstens 1 procent van de stemmen in de staten Maine, Oregon en Alaska.

### Presidentsverkiezingen 2016
Op 6 februari 2015 kondigde Stein aan dat ze een commissie startte in voorbereiding van een mogelijke campagne om presidentskandidaat van de Green Party te worden in 2016. Op 22 juni deelde Stein haar kandidatuur formeel mee. In verscheidene polls haalt Stein 7% van de stemmen binnen.
Stein baseert haar campagne voornamelijk op de onvrede die bij veel Amerikanen heerst over zowel Hillary Clinton als Donald Trump. Stein stelt bijvoorbeeld dat het moeilijk te zeggen welke van deze twee personen het slechtst is. Ze verwijst naar zowel de Democraten als de Republikeinen als "de twee corporate parties", hetgeen wil zeggen dat beide partijen in de eerste plaats de belangen van multinationals nastreven. Deze belangenvermenging gaat volgens Stein zo ver dat beide partijen convergeren in één en dezelfde partij.
Toen Bernie Sanders naast de nominatie als presidentskandidaat van de Democraten greep, reikte Jill Stein expliciet de hand uit naar de mensen die het sociaaldemocratisch gedachtegoed van Sanders aanhingen. Zo claimt Stein op ISideWith, een quiz waar de politieke standpunten van de presidentskandidaten aan bod komen, dat haar gedachtegoed 99% matcht met dat van Bernie Sanders (en 91% met dat van Hillary Clinton). De pogingen van Stein om democratische kiezers over te halen op haar te stemmen, stuiten echter op veel kritiek. Zo zou een kandidaat van de Groene Partij als third party zijnde, onmogelijk president kunnen worden in het Amerikaanse tweepartijenstelsel. Ook Sanders zelf kan zich niet vinden in deze strategie van Stein. Zo maant hij zijn kiezers aan te stemmen op Hillary Clinton, waarbij hij opmerkt dat de Verenigde Staten geen meerpartijenstelsel hebben en dat men door het Amerikaanse winner takes allprincipe uiteindelijk de keuze zal moeten maken tussen Clinton en Trump. Stein stelt daarentegen dat de politieke veranderingen waarnaar de aanhangers van Sanders streven, partijgrenzen overschrijden. Ook zegt ze dat een revolutionaire campagne niet kan plaatsvinden binnen een partij die revolutionaire tendensen juist tegengaat.
Velen in de Democratische Partij geven Stein de schuld van Clintons nederlaag. Clinton verloor in Michigan met 10.000 stemmen van Trump, maar Stein behaalde daar 51.000 stemmen. Een deel daarvan had dus de doorslag kunnen geven in het voordeel van de Democratische kandidaat.

### Presidentsverkiezingen 2024
Tijdens de presidentsverkiezingen van 5 november 2024 was Stein opnieuw kandidaat namens de Green Party. Daarin heeft ze, evenals in 2016, forse kritiek op tegenkandidaat Donald Trump.

## Politieke standpunten
Stein hangt de Green New Deal aan, een duidelijke verwijzing naar het New Deal-gedachtegoed van Franklin D. Roosevelt tijdens de Grote Depressie. De Green New Deal houdt in dat er voldoende banen in de hernieuwbare sector worden gecreëerd om elk individu, "willing and able to work", werk te kunnen aanbieden. Door te investeren in de groei van deze hernieuwbare sector kunnen ook de klimaatverandering en andere milieuproblemen aangepakt worden. Jill Stein wil de opstartkosten van haar plan financieren door het Amerikaanse defensiebudget te verlagen met dertig procent, Amerikaanse troepen uit het buitenland terug te roepen en door de belastingdruk op sectoren zoals de vastgoedmarkt voor multimiljonairs, offshore belastingparadijzen en het speculeren op de aandelenmarkt. Stein refereerde in 2012 en 2016 naar een studie uitgevoerd door professor Phillip Harvey in the Review of Black Political Economy, waaruit naar voor komt dat de positieve economische effecten van de Green New Deal voldoende hoog zijn om het merendeel van de opstartkosten terug te verdienen. Stein claimt dat haar economisch plan "werkloosheid en armoede zal eindigen".
De Verenigde Staten kunnen volgens Stein een volledige overgang naar hernieuwbare energie bewerkstelligen tegen 2030. Ze wil daarnaast ook een nationaal verbod op fracking en is een tegenstander van kernenergie: "nucleaire energie is vuil, gevaarlijk en duur en zou op basis hiervan uitgesloten moeten worden.
Stein liet zich in het verleden erg kritisch uit over Israël, waarbij ze de Israëlische overheid ervan beticht zich schuldig te maken aan een bewind van apartheid, moord, het bouwen van nucleaire bommen en het lak hebben aan internationale wetgeving.
Op het gebied van defensie stelde Stein dat de Verenigde Staten hun militair apparaat moeten afbouwen. Stein stelde ook dat de Verenigde Staten een controversiële hand hebben gehad in de Oekraïense revolutie van de Waardigheid en dat ze Oekraïne niet langer mogen bewapenen. Ook in territoriale disputen over gebieden in het Zuid-Chinese Zeegebied moeten de Verenigde Staten zich afzijdig houden. De buitenlandse militaire basissen zouden gesloten moeten worden, aangezien ze buitensporig duur zijn. Stein pleit op militair vlak dus voor een minder interventionistisch beleid.
- Gemeinsame Normdatei: 1266714022
- International Standard Name Identifier: 0000 0000 6854 3723
- Library of Congress Control Number: n2009182862
- MusicBrainz: 212953df-ccb6-4982-bbda-dc713eeab4ac
- Nationale Bibliotheek van Polen: a0000003565184
- Virtual International Authority File: 96765510
- WorldCat: E39PBJfRyWbpjr9rRH7pfVRMyd